# 云影无人机
翼龍-10无人机，原稱雲影無人機，解放軍稱號無偵-10（WZ-10），是成都飞机工业（集团）有限责任公司制造的高空高速无人机，具备察打一体的能力，用于高空远距离侦察以及精确打击。该无人机于2016年11月第十一届珠海航展上首次对外静态展示。2022年的珠海航展上，則公開展示了服役型。

## 设计及用途
云影无人机是中航设计的外贸无人机，装备一台WP-11C涡喷发动机，可在14000米高空以620公里的时速巡航，并具备隐形能力，提高战场上的生存率。云影分为察打一体和侦察两大构型，执行攻击任务时，接收到地面站任务信号后，可快速出击奔袭目标。机翼下方有6个挂点，可携带滑翔炸弹、小型导弹和增程炸弹等精确制导武器。也可挂载YJ-9E轻型反舰导弹打击海上的小型快速目标。执行侦察任务时，可远距离侦察目标，于目标400公里外对其进行实时监控。

## 参数
基本信息
- 机组：0

性能